# Büßender Hieronymus
Das Gemälde Büßender Hieronymus ist ein Werk Albrecht Dürers. Es handelt sich um ein Ölgemälde auf Birnenholz um 1496 und ist 23,1 cm × 17,4 cm groß. Es befindet sich in der Londoner National Gallery.

## Beschreibung
Die Landschaft, in der sich der Bibelübersetzer Hieronymus Bußübungen hingibt, zeichnet sich durch die differenzierte Gestaltung unterschiedlicher Naturformen aus. Diese künstlerische Behandlung einer Umwelt machte das kleine Bild zum Modell für einige Kopien.

## Geschichte
Das Gemälde wurde 1996 für die National Gallery erworben.
Eine Kopie, die sich in Köln im Wallraf-Richartz-Museum befindet, wurde von Ernst Buchner ohne Kenntnis des Vorbildes als Werk Albrecht Altdorfers veröffentlicht. Der Irrtum bestätigt die Affinität des Originals zur Donauschule.

## Rückseite des Gemäldes

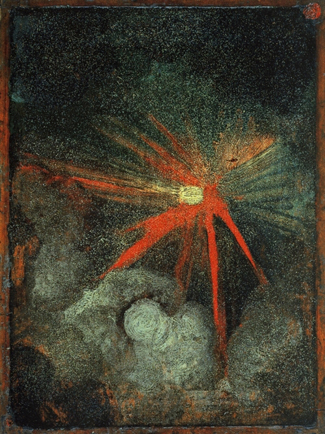
Bild auf der Rückseite

Auf die Rückseite seines Gemäldes malte Dürer  1494 oder auch um 1497 einen explodierenden Himmelskörper. Dies könnte ein Bezug zum Meteoritfall von Ensisheim am 7. November 1492 sein, den Dürer vermutlich gehört und gesehen hat, als er sich im ca. 40 km Luftlinie entfernten Basel aufhielt.